# ¡Aún dicen que el pescado es caro!
¡Aún dicen que el pescado es caro! es una pintura realizada por el artista español Joaquín Sorolla en el año 1894. Se encuentra expuesta en el Museo del Prado de Madrid.
Es una obra que se encuadra dentro de la primera etapa de la producción del pintor y puede incluirse en el género denominado realismo social. Obtuvo una Medalla de Primera Clase en la Exposición Nacional de Bellas Artes celebrada en el año 1895 (también las obtuvieron Alberto Pla y Rubio con ¡A la guerra! y Modesto Urgell con El Pedregal, pueblo civilizado). Ese mismo año fue adquirida por el estado español.
El título del cuadro procede de la novela Flor de Mayo escrita por Vicente Blasco Ibáñez que se desarrolla en las playas del barrio del Cabañal en Valencia. En uno de los pasajes, muere en el mar un pescador llamado Pascualet y su tía se lamenta de lo sucedido mientras exclama: «¡Que viniesen allí todas las zorras que regateaban al comprar en la pescadería! ¿Aún les parecía caro el pescado? ¡A duro debía costar la libra...!»
La escena que se representa muestra a dos pescadores mientras atienden a un tercero que ha sufrido un accidente; este se encuentra con el torso desnudo y de su cuello pende una medalla, que probablemente corresponde a la Virgen del Carmen, protectora de los hombres del mar. Alrededor de los personajes pueden observarse diversos objetos habituales en el interior de las embarcaciones: un candil, un tonel para el agua dulce, cuerdas y varios peces.